# Dakota City, Iowa
Dakota City är en stad i Humboldt County i Iowa i USA. Dakota City, som grundades år 1855, hade 843 invånare år 2010.
Corydon Brown House, uppfört 1878, återfinns i National Register of Historic Places.